# Kyoji Horiguchi
Kyoji Horiguchi (japanska: 堀口恭司?, Horiguchi Kyōji), född 12 oktober 1990 i Takasaki, är en japansk MMA-utövare.

## Karriär
Kyoji Horiguchi var Shootos världsmästare i bantamvikt innan han 2013–2016 tävlade i organisationen Ultimate Fighting Championship. Därefter tävlade han i Rizin där han gick obesegrad genom åtta matcher och sedan blev deras bantamviktsmästare. Efter det skrev han på för Bellator 2019 där han i sin första match den 14 juni vann deras bantamviktstitel och därmed blev den första personen att vara bantamviktsmästare i två organisationer samtidigt. 
27 november 2019 lämnade Horiguchi frivilligt ifrån sig Bellator-titeln på grund av en knäskada.
Vid Rizin 26 den 31 december 2021 blev Horiguchi organisationens bantamviktsmästare för andra gången.